# Хорчана
Хорчана (груз. ხორჩანა) — село в Грузии, на территории Ткибульского муниципалитета края (мхаре) Имеретия.

## География
Село находится в западной части Грузии, в долине реки Гелиа, на расстоянии 33 километров к северо-западу от города Ткибули, административного центра муниципалитета. Абсолютная высота — 438 метров над уровнем моря.

## Население
По результатам официальной переписи населения 2014 года, в Хорчане проживало 62 человека (30 мужчин и 32 женщины). В национальной структуре населения грузины составляли 100 %.
| Год  | Население, человек |
| ---- | ------------------ |
| 2002 | 138                |
| 2014 | ↘ 62               |